# 三幸 (スーパーマーケット)
三幸株式会社（さんこう）とは、富山県高岡市に本社を置くスーパーマーケットチェーンを経営する企業。バローホールディングスの連結子会社。オール日本スーパーマーケット協会（AJS）に加盟していた。

## 概要
高岡市、氷見市を中心とした富山県内にてFOOD COURT サンコー（フードコートサンコー）を展開。社名は海・野・里の3つの食べ物の幸を意味している。

## 沿革
- 1970年4月 設立
- 1970年12月 高岡清水店開店
- 1987年3月 高岡野村店開店
- 1992年5月 高岡野村店増床
- 1994年2月 高岡清水店閉店
- 1994年3月 氷見南店開店
- 1997年12月 ひみ中央店開店
- 2000年12月 京田店開店
- 2001年7月 昭和通店開店
- 2002年11月 南星町店開店
- 2003年12月 昭和通店増床
- 2005年7月 となみ中央店開店
- 2007年2月 野村本店移転開店
- 2009年7月 堀川本ごう店開店
- 2012年10月 大門店開店
- 2019年2月28日 バローホールディングスが81.6%の株式を取得し、バローホールディングスの連結子会社となる[1][3]。